# Hermann I. (Köln)
Hermann I. von Bliesgau (* um 870; † 11. April 924) war von 889/890 bis 924 Erzbischof von Köln. Er trug den Beinamen der Fromme.

## Leben
Hermann war der jüngere Sohn des Grafen Erenfried I. von Bliesgau aus dem Haus der lothringischen Ehrenfriede (Ezzonen) und dessen Frau Adelgunde von Burgund, Tochter des Markgrafen Konrad II. von Burgund. Andere geben an, seine Herkunft sei unbekannt. Vor seiner geistlichen Laufbahn war er mit (der Konradinerin?) Gerberga verheiratet.
Hermann wurde um den Jahreswechsel 889/890 von Klerus und Volk Kölns zum neuen Erzbischof gewählt. Er versuchte, das Bistum Hamburg-Bremen wieder als Suffraganbistum dem Kölner Erzbistum zu unterstellen, womit er letztendlich scheiterte, obwohl Papst Formosus 893 die Kölner Ansprüche anerkannte. Sein Nachfolger, Papst Sergius III., hingegen machte Bremen von Köln unabhängig. 909 durfte er wenigstens Hoger zum Erzbischof von Hamburg-Bremen weihen. Hermann pflegte allgemein gute Beziehungen zum Heiligen Stuhl. 895 bis 897 war er Erzkaplan des Königs Zwentibold von Lotharingien. Er nahm an verschiedenen Synoden teil: Forchheim 890, Trebur 895 sowie Koblenz 922. 921 gehörte Hermann zum Gefolge des westfränkischen Königs Karl III. (dem Einfältigen) beim Abschluss des Bonner Vertrages und beschwor den Vertrag mit.
Der Lütticher Bistumsstreit von 920/21 brachte Hermann die vorübergehende Ungnade des westfränkischen Königs und eine Vorladung nach Rom ein. Der Fortsetzer der Chronik des Regino von Prüm nannte Hermann dennoch einen sehr heiligmäßigen Mann. Der Erzbischof wies unter dem 11. August 922 den Schwestern des von den Ungarn zerstörten Frauenstifts Gerresheim das Kloster St. Ursula in Köln zu, nahm sie in den Schutz des Hl. Petrus auf und bestätigte die Güter und Einkünfte der vereinigten Klöster. Er starb am 11. April 924 und wurde im Alten Kölner Dom beigesetzt.